# エキスプロダクション
エキスプロダクションは、日本の造型制作会社。現所在地は東京都調布市柴崎。

## 概要
1966年、大映の特撮映画『大怪獣ガメラ』に造型で参加していた八木正夫・村瀬継蔵・鈴木昶らが中心となり、特撮専門の造型会社として設立された。八木が代表取締役を務め、村瀬が造型美術、鈴木が特撮をそれぞれ担当した。社名は「エキスパート集団」を意味しており、村瀬によって命名された。
『大怪獣ガメラ』では、当初の造型制作を行っていた撮影所の一角が使用できなくなったため、八木の自宅にプレハブの作業場を設けており、これがエキスプロダクションの前身となった。
『大怪獣ガメラ』に引き続き、昭和ガメラシリーズや同じ大映制作の『大魔神』の造型を担当した。そのほか、東映・円谷プロダクション・宣弘社など第一次怪獣ブームで特撮作品を制作していた各社の大半にエキスプロダクションのメンバーが関わっていた。また、海外の映画会社から招聘され、韓国の『大怪獣ヨンガリ』や台湾の『封神榜』『乾坤三決闘』、「閃電騎士シリーズ」なども手掛けた。
一方、『ガメラ対大悪獣ギロン』と『ガメラ対大魔獣ジャイガー』はエキスプロダクション側のスケジュールの都合から、開米プロダクションが主に担当している。
1971年、『仮面ライダー』への参加を皮切りに東映生田スタジオの制作作品で美術全般を手掛ける。
現在は特撮美術だけでなく、プロ野球チームやJリーグチームのマスコット、企業キャラクターのスーツ、アニメキャラクターの宣伝用着ぐるみなどを幅広く手掛ける。造型作業時の匂いや音に周辺住民から苦情が出るために移転が多く、現在の所在地（柴崎）は4か所目である。

## 主な人物
- 八木功 - 現・代表取締役。

### 過去の所属者
- 八木正夫 - 初代代表取締役。
- 村瀬継蔵 - 創設メンバーの1人[3]。立ち上げ時に「助手を6人育てたら独立する」と述べており、その言葉通り1972年に独立してツエニーを立ち上げた[5]。
- 鈴木昶 - 創設メンバーの1人[3]。
- 三上陸男 - 大映特撮からの繋がりで参加[8]。生田スタジオ時代のころは全体の進行を調整するプロデューサー的な立場を務めた[8]。1975年に香港のショウ・ブラザーズからの招待で独立し、同年に藤崎幸雄とともにコスモプロダクションを立ち上げた[8]。
- 高橋章 - 『大怪獣ガメラ』に操演のアルバイトとして参加した時に三上と知り合い、以後美術を担当するようになりエキスプロに参加する[8][注釈 1]。『仮面ライダー』では怪人のデザイン・造形を担当した[8]。
- 前澤範 - フリーの美術スタッフとして様々な特撮作品に携わり、その中で八木らとも知り合い1971年にエキスプロへ参加[8][3]。『超人バロム・1』のころより造形部の工場長を務めた[8][3]。1981年に独立してレインボー造型企画を設立した[8][3]。
- 小松義人 - エキスプロの山澄利夫からの紹介で『快獣ブースカ』よりエキスプロに参加[8][10][11]。『巨泉×前武ゲバゲバ90分!』の美術や太陽の塔の内装なども担当した[8][10]。前澤とともに独立し、レインボー造型企画へ参加した[8][10]。その後の経歴はレインボー造型企画を参照。
- 平峰正敬 - フリーの造形家として遊園地や観光施設の内装などを担当し、その中で知り合った彫刻家から村瀬を紹介されエキスプロに参加した[8][10]。1981年にレインボー造型企画へ移籍し、その後フリーとなった[8][10]。
- 藤崎幸雄 - 生田スタジオ時代に造形チーフを務めた[8]。『仮面ライダー』では仮面ライダーのマスク原型などを担当した[8]。1975年に三上とともに独立し、コスモプロダクションへ参加した[8]。